# NGC 1237
NGC 1237 est une paire d'étoiles située dans la constellation de l'Éridan. 
L'astronome américain Frank Müller a enregistré la position de cette paire d'étoiles en 1886. 